# Weidenfeld & Nicolson
Weidenfeld & Nicolson (иногда сокращаемое до W&N или просто Weidenfeld) — основанное в 1949 году британское издательство, с 1991 года являющееся подразделением французской Orion Publishing Group. Издаёт художественную, справочную и научную литературу.

## История
Джордж Вайденфельд и Найджел Николсон основали Weidenfeld & Nicolson в 1949 году на приеме в отеле Brown’s в Лондоне. Практически сразу издательство стало издавать бестселлеры и классические книги, в частности в 1959 году именно в нём вышла «Лолита» Владимира Набокова, а в 1973 — «Portrait of a Marriage», откровенная биография Виты Сэквилл-Уэст и её супруга Гарольда Николсона, родителей одного из основателей фирмы Найджела. В первые годы своего существования Weidenfeld & Nicolson публиковало и научно-популярные произведения Исайи Берлина, Хью Тревора-Ропера и Розы Маколей, а также романы Мэри Маккарти и Сола Беллоу. Позже в издательстве вышло несколько книг учёных политологов и историков с мировым именем, а также стала публиковаться современная художественная литература и глянцевые иллюстрированные книги. В 1959 году Weidenfeld & Nicolson приобрело издательство Arthur Baker Ltd и использовала его как свой импринт до 1990-х годов.
Weidenfeld & Nicolson стало одним из первых приобретений Orion после основания группы в 1991 году и стала основой её предложений. В то время среди импринтов Weidenfeld & Nicolson были Phoenix Books; и JM Dent, приобретённое в 1988 году вместе с серией Everyman. В свою очередь Hachette приобрела Orion в 1998 году. Права на библиотеку Everyman Library в твердом переплете были проданы в 1991 году и сохранились как собственность Random House; выпуски Everyman Classics в мягкой обложке продолжались под Orion.
В конце 2013 года W&N опубликовала британское издание (а дочерняя компания Hachette Little, Brown — американское издание) книги «Я Малала», мемуары подростка пакистанского происхождения Малалы Юсуфзай с Кристиной Лэмб. Юсуфзай — активистка в области образования, лауреат Нобелевской премии мира 2014 года.